# Ad usum Delphini

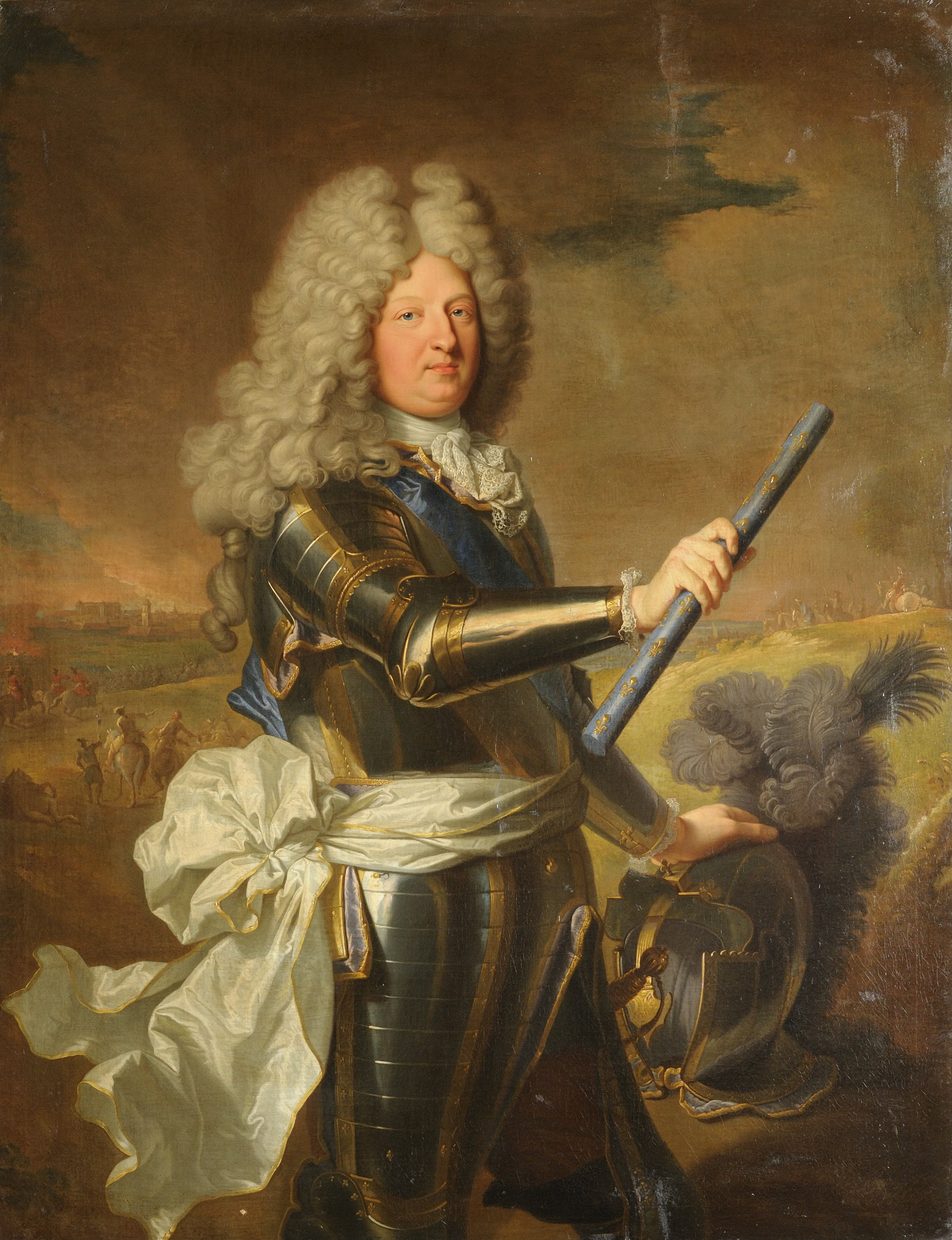
Portrét následníka trůnu Ludvíka z roku 1697.

Ad usum Delphini (Pro potřebu dauphina) bylo označení 64 svazků čítanky antické literatury, které nechal francouzský král Ludvík XIV. vydat pro následníka trůnu (francouzský titul dauphin) Ludvíka. Král si přál, aby byl jeho syn vzdělaný v klasických dílech, zároveň se však obával, aby otevřené vylíčení tehdejších drsných mravů nenarušilo jeho křesťanskou výchovu. Proto byli princův vychovatel Charles de Sainte-Maure, vévoda Montausier a akademik Pierre Daniel Huet pověřeni, aby vybrali vhodné poučné pasáže a odstranili z nich všechny drastické, dvojsmyslné či erotické momenty. Takto upravena byla díla Homéra, Ovidia, Plauta, Racina a dalších autorů. Proto se výraz ad usum Delphini dosud používá pro texty cenzurované nebo vůbec přehnaně eufemistické.
V anglicky mluvících zemích se používá také výraz bowdlerize podle Thomase Bowdlera, který v roce 1807 vydal knihu The Family Shakspeare, v níž je z Shakespearových her vypuštěno všechno, co bylo tehdy pokládáno za neslušné.